# Machilus kobu
Machilus kobu är en lagerväxtart som beskrevs av Carl Maximowicz. Machilus kobu ingår i släktet Machilus och familjen lagerväxter. Inga underarter finns listade i Catalogue of Life.